# Marianne Cope
Santa Marianne Cope (Santa Marianne de Molokaʻi) O.S.F. (Heppenheim, Grão-Ducado de Hesse, 23 de janeiro de 1838 – Kalaupapa, Havai, Estados Unidos, 9 de agosto de 1918) foi uma religiosa católica norte-americana.

## Vida
A sua família emigrou para os Estados Unidos em 1839, estabelecendo-se na cidade de Utica, onde permaneceram toda a vida. Estudou aí numa escola católica. Depois de trabalhar numa fábrica doze anos para ajudar a família devido à debilidade do pai, entrou nas Irmãs da Ordem Terceira Regular Franciscana, com sede em Syracuse. Professada em 1860, eleita Superiora Geral da Congregação em 1873, nesse mesmo ano foi chamada a Honolulu pelo Rei do Havai para cuidar do grande número de leprosos no Reino do Havai. Em 1888 mudou-se para a ilha de Molokaʻi, onde se situava o asilo para leprosos de Kaulapapa, para assistir São Damião de Veuster, SS.CC., nos seus últimos meses de vida e para continuar os seus trabalhos de assistência aos leprosos.
Em 1885 recebeu a condecoração de Dama Companheira da Real Ordem de Kapiʻolani pelos seus serviços, das mãos do Rei Kalākaua.
Com a morte de Veuster em 1889, Cope foi chamada a Honolulu para regressar a Syracuse, mas recusou-se a abandonar os leprosos e fixou morada em Kaulapapa, onde morreu em 9 de agosto de 1918.
Foi beatificada em 14 de maio de 2005 pelo Papa Bento XVI e canonizada pelo mesmo Papa em 21 de outubro de 2012, sendo a 11.ª pessoa dos Estados Unidos a ser canonizada. A sua festa litúrgica é em 23 de janeiro (Igreja Católica) e 15 de abril (Igreja Episcopal dos Estados Unidos).